# Kooperacja
Kooperacja (łac. cooperativus współpracujący, cooperatio współpraca) – współpraca, współdziałanie.
Kooperacja produkcyjna ma miejsce, gdy przedsiębiorstwo (kooperant) współpracuje z innym w ten sposób, że wykonuje dla niego pewne fazy procesu produkcyjnego; zaś kooperacja przedmiotowa wtedy, gdy dostarcza różnych elementów konstrukcyjnych do wytwarzanych przez inny zakład wyrobów.
W formie przestarzałej słowo to oznacza również spółdzielczość i stąd kooperatywa to stowarzyszenie spółdzielcze, spółdzielnia.